# برايان أبراهامز
برايان أبراهامز (بالإنجليزية: Brian Abrahams)‏ هو فنان إيقاعي ومغني بريطاني، ولد في 26 يونيو 1947 في كيب تاون في جنوب أفريقيا.

## وصلات خارجية
- برايان أبراهامز على موقع ميوزك برينز (الإنجليزية)
- برايان أبراهامز على موقع ديسكوغز (الإنجليزية)